# Teknikåret 1990

## Händelser

### Maj
- 10 maj - Franska höghastighetståget TGV spränger 500-kilometersvallen, då det noteras för 510,6 kilometer i timmen på en sträcka i Loiredalen. Tidigare har tåg inte ansetts kunna köra över 500 kilometer i timmen.[1]
- 18 maj - Franska höghastighetståget TGV noterar nytt världsrekord för tåg genom att uppnå en hastighet av 515,3 kilometer i timmen. Rekordet noteras på speciellt provbana, utan passagerare. Franska järnvägsmyndigheter hoppas att det nya TGV-tåget i framtiden skall kunna användas kommersiellt, och skjutsa passagerare i cirka 350 kilometer i timmen.[1]
- 22 maj - Microsoft släpper Windows 3.0 [2].

### September
- 4 september - SJ:s nya snabbtåg X 2000 premiäråker sträckan Stockholm-Göteborg. Restiden förkortas en halvtimme, från fyra timmar till tre och en halv, men då hela bansträckan byggts om 1992 beräknas restiden ligga under tre timmar, eftersom tåget då skall köra stora delar av banan med en hastighet på drygt 200 kilometer i timmen.[1]

### November
- 12 november  - Tim Berners-Lee publicerar ett mer formellt förslag för en World Wide Web-adress.
- 13 november - Den första kända webbplatsen skrivs.

### Okänt datum
- Tim Berners-Lee vid CERN i Genève, Schweiz utvecklar HTML så att World Wide Web [2] kan uppstå.

### Fotnoter
1. 1 2 3   Horisont 1990. Bertmarks
2. 1 2  ”Timeline of Computer History”. Computer History Museum. http://www.computerhistory.org/timeline/?year=1990. Läst 22 februari 2011.